# 马英
马英（？—121年），表字文思，兖州泰山郡盖县（今山东省沂源县东南）人，东汉时期的大臣。
马英官至太仆。漢安帝元初二年（115年）六月初二，太尉司马苞去世，七月廿八，马英被任命为太尉。永宁二年（121年）七月廿四，马英去世。八月十六前司徒刘恺接替为太尉。